# Die Steinkohle
Die Steinkohle ist ein zweiteiliger Dokumentarfilm der deutschen Regisseure Jobst Knigge und Manfred Oldenburg aus dem Jahr 2018 mit den Titeln „Die Steinkohle – Aufbruch in eine neue Zeit“ (Teil 1) und „Die Steinkohle – Ende einer Ära“ (Teil 2). Die Regie für die Reenactment Szenen führte Schoko Okroy.

## Inhalt
Der Film nimmt das Ende der Steinkohlenförderung in Deutschland im Jahr 2018 zum Anlass, um die Geschichte der Steinkohle in Europa zu erzählen. Im ersten Teil geht die Dokumentation auf die Anfänge der Steinkohlenförderung im Mittelalter ein und erzählt weiter anhand von Archivmaterial und Reenactments die Geschichte der Industrialisierung bis in die 1920er Jahre.
Der zweite Teil der Dokumentation beginnt mit der Nachkriegszeit des Ersten Weltkriegs in Europa und erzählt chronologisch die Geschichte der Steinkohlenförderung in Westeuropa im 20. Jahrhundert und ihr Ende im Jahr 2018.

## Hintergrund
Der Film ist eine Koproduktion von BROADVIEW TV, ZDF und ARTE mit Unterstützung der Film- und Medienstiftung NRW. Sprecher des Kommentars ist Jörg Hartmann.

## Auszeichnungen und Nominierungen
Bei der anstehenden Verleihung des Deutschen Fernsehpreises ist "Die Steinkohle" in der Kategorie "Bester Doku-Mehrteiler" nominiert.